# NGC 761
NGC 761 ist eine Balken-Spiralgalaxie vom Hubble-Typ SBa im Sternbild Dreieck am Nordsternhimmel. Sie ist schätzungsweise 230 Millionen Lichtjahre von der Milchstraße entfernt und hat einen Durchmesser von etwa 95.000 Lj. 
Gemeinsam mit 12 anderen Galaxien bildet sie die NGC 777-Gruppe.
Das Objekt wurde am 11. Oktober 1850 von Bindon Blood Stoney entdeckt, einem Assistenten von William Parsons.